# Brian Iwata
Brian A. Iwata (20 de agosto de 1948 - 7 de octubre de 2023) fue un psicólogo estadounidense y profesor de la Universidad de Florida.

## Investigación
El Dr. Brian Iwata es conocido por su artículo clásico "Hacia un análisis funcional de la autolesión", publicado originalmente en 1982 y reeditado en 1994 por Journal of Applied Behavior Analysis(la revista publicó recientemente una traducción oficial al español de este trabajo). La importancia de esta línea de investigación en el campo del análisis aplicado de conducta fue monumental. Iwata y sus colaboradores desarrollaron un enfoque para determinar por qué se producía la autolesión a nivel individual. Este enfoque requiere de la monitorización de los eventos del entorno físico y social de la conducta autolesiva, para determinar qué función desempeña para  y ayudar al individuo a acceder a reforzamiento por medios más adaptativos. Este enfoque individualizado permitió el desarrollo de intervenciones "funcionales" que enfatizaban el acceso a reforzamiento positivo. La utilidad de este enfoque ha quedado demostrada en cientos de artículos publicados y ha tenido un impacto positivo en las vidas de las personas con discapacidad que presentan conductas autolesivas, así como en las vidas de sus familiares y cuidadores.
Además de su trabajo en análisis funcional, Iwata también ha realizado importantes contribuciones al desarrollo de otros tratamientos basados en análisis aplicado de conducta (ABA) para el trastorno del espectro autista y otras discapacidades del desarrollo. Por ejemplo, ha desarrollado y evaluado tratamientos para enseñar nuevas habilidades, reducir conductas problemáticas y mejorar la comunicación y las habilidades sociales.
El trabajo de Iwata ha tenido una gran repercusión en el campo de la psicología y el tratamiento de las personas con trastorno del espectro autista y otros trastornos del desarrollo. Su investigación ha conducido al desarrollo de tratamientos más eficaces y humanos para  gran variedad de problemas de conducta. 

## Contribuciones
He aquí algunos ejemplos concretos de las contribuciones de Iwata al campo del análisis aplicado de conducta:
- Análisis funcional. Iwata es  conocido por su trabajo sobre análisis funcional, un método para identificar los factores ambientales que mantienen las conductas problemáticas. En la actualidad, el análisis funcional se utiliza ampliamente para desarrollar planes de tratamiento eficaces para diversas conductas problemáticas, como las autolesiones,  rabietas y conductas agresivas.
- Tratamiento de las autolesiones. El trabajo de Iwata sobre análisis funcional ha dado lugar a mejoras significativas en el tratamiento de las autolesiones. Antes del desarrollo del análisis funcional, el tratamiento estándar de las autolesiones era el castigo. Sin embargo, el castigo suele ser ineficaz e incluso puede empeorar el problema. En cambio, los tratamientos basados en análisis funcional se centran en identificar y abordar las causas subyacentes de las autolesiones. Esto da lugar a efectos de tratamiento más eficaces y duraderos.
- Tratamiento de otros problemas de conducta. Iwata también ha realizado importantes contribuciones a la comprensión y el tratamiento de otras conductas problemáticas, como las rabietas y la agresividad. Su trabajo ha demostrado que estas conductas suelen mantenerse por factores ambientales similares a los que mantienen las autolesiones aunque las causas operantes de la conducta varían entre personas. Los tratamientos basados en análisis funcional pueden utilizarse para tratar eficazmente una amplia gama de problemas de conducta.
- Tratamiento del trastorno del espectro autista y otros trastornos del desarrollo. Iwata también ha desarrollado y evaluado otros tratamientos basados en análisis aplicado de conducta (ABA) para el trastorno del espectro autista y trastornos relacionados. Por ejemplo, ha desarrollado tratamientos para enseñar nuevas habilidades, reducir conductas problemáticas y mejorar la comunicación y las habilidades sociales. Su investigación ha conducido al desarrollo de tratamientos más eficaces y humanos para una diversidad de conductas problemáticas.
- Formación de investigadores. Iwata formó a cientos de estudiantes y profesionales en el campo de ABA siendo también un prolífico autor, habiendo publicado más de 200 artículos y capítulos en revistas científicas y libros. También fue editor de Journal of Applied Behavior Analysis, la revista más destacada en el campo de ABA.

Las contribuciones de Iwata a la psicología han sido reconocidas con numerosos premios y galardones. Fue miembro de Association for Behavior Analysis International (ABAI) y de  American Psychological Association (APA).  